# Ван дер Беллен, Александр Константинович
Александр Константинович Ван дер Беллен (14 января 1891, имение Александровское Псковская губерния — 5 мая 1944) — русский и советский учёный-металлург, профессор Московского института цветных металлов и золота, организатор производства, один из создателей цветной металлургии на Алтае и в Восточном Казахстане.

## Биография
Александр Константинович Ван дер Беллен родился в имении Александровское в Псковской губернии 14 января 1891 года. В 1901 году поступил в реальное училище Пскова. По его окончании вопреки семейной традиции получать образование в области химии, медицины или лесного дела, выбрал для себя стезю металлурга.
В 1907 году он поступил в Политехнический институт Санкт-Петербурга, который окончил в 1914 году в звании инженера-металлурга.
Ещё будучи студентом, проявил разносторонние способности, аналитический ум и незаурядную эрудицию, его работа, выполненной под руководством А. А. Байкова, «К вопросу о плавке сульфидных руд», была напечатана в «Журнале Русского металлургического общества». Другой его учитель, В. Е. Грум-Гржимайло, аттестовал молодого инженера так: «Я считаю инженера-металлурга Александра Константиновича Ван-дер Беллена одним из самых талантливых молодых инженеров-металлургов. Он имеет прекрасную подготовку, очень начитан, прекрасно владеет иностранными языками. У него хорошие руки в лабораторной работе и хорошая голова при обсуждении полученных результатов».
После окончания института А. К. Ван дер Беллен был рабочим и практикантом в доменном цехе Бисерского завода на Урале, в мартеновских цехах Надеждинского и Енакиевского заводов, техником на Богословском медеплавильном заводе, был ассистентом Варшавского политехнического института. В 1914 году А. К. Ван дер Беллен женился на Елене Эдуардовне Тидебель и переселился из Петербурга в Москву.
1917 год А. К. Ван дер Беллен встретил на Кольчугинском медеплавильном заводе, где работал заведующим металлургической лабораторией. Он избирается членом президиума Кольчугинского Совета рабочих депутатов, возглавляет Отдел народного образования, занимается всеобщим начальным обучением. С 1918 года работает в секторе цветных металлов Высшего совета народного хозяйства (ВСНХ). Активно занимался изучением предприятий цветной металлургии и соответствующих месторождений на Алтае и в Восточном Казахстане.
В 1925—1926 и в 1932—1934 годы А. К. Ван дер Беллен работал техническим директором треста «Алтайполиметалл», а затем главным инженером треста «Алтайцветметзолото». Он активно участвовал в создании первого в стране Риддерского опытного цинкового электролитного завода. Впоследствии в 1937—1938 годах Александр Константинович как консультант Гипроцветмета участвовал в разработке технико-экономической записки по вопросам развития цветной металлургии и энергетики на Алтае. После рассмотрения этой записки было принято постановление Совнаркома СССР и ЦК ВКП(б) от 9 октября 1938 года.
В 1929—1930 годах А. К. Ван-дер Беллен работал в Гипроцветмете главным инженером проекта Казмеди (ныне Балхашский горно-металлургический комбинат), выпустил технико-экономическую записку «Плановое задание по строительству Казмеди». Впоследствии он был первым главным инженером треста «Казмедь». На протяжении ряда лет возглавлял технические и научно-технические советы руководящих органов цветной металлургии, участвовал в экспертизе и рассмотрении проектов почти всех предприятий медной и свинцово-цинковой промышленности.
Репрессиям не подвергался, но в конце 30-х пережил очень тяжелый период, все его ближайшие соратники были арестованы, сам он был полностью отстранен от работы в промышленности. Пережил несколько личных трагедий подряд: смерть дочери, внучки, сестры. В 1940 году А. К. Ван-дер Беллен оставляет преподавание в институте цветных металлов и золота. 5 мая 1944 года он скоропостижно скончался в возрасте 53 лет и был похоронен на Донском кладбище в Москве.

## Научная и образовательная деятельность
К 1917 году А. К. Ван дер Беллен выполнил и опубликовал ряд работ по цветной и черной металлургии, свидетельствовавших о его разносторонних интересах и знаниях. Среди них следует отметить «Материальный и тепловой баланс медеплавильной шахтной печи Богословского завода», «Исследование свойств пульного мельхиора», «Влияние примесей в меди на свойства медных снарядных поясков».
Во время работы в ВСНХ обследует ряд предприятий и многие месторождения руд цветных металлов, разрабатывает серию докладов и записок в руководящие органы страны, выступает с предложениями о дальнейших путях развития цветной металлургии послереволюционной России. Основное его внимание было сосредоточено на предприятиях Восточного Казахстана. В конце 1921 года была создана специальная комиссия при Совете труда и обороны по обследованию предприятий цветной металлургии на Алтае. В ее состав в качестве главного технического специалиста вошел инженер-металлург А. К. Ван дер Беллен. Изучив архивы акционерных обществ цветной металлургии (Спасского, Атбасарского и Риддерского), представил в ВСНХ доклад о восстановлении предприятий указанных акционерных обществ и дальнейшем их развитии без привлечения иностранного капитала (концессий). По существу, данные материалы представляют собой предпроектные обоснования восстановления с подробнейшими технико-экономическими выкладками. Отдельные материалы доклада были опубликованы в центральном советском издании — газете «Правда» от 18, 19 и 21 марта 1923 года и вскоре были также напечатаны в виде отдельных брошюр.
В том же 1923 году представил «Проект организации Государственного медно-свинцово-цинкового общества», ставший первой наметкой перспективного плана развития цветной металлургии в стране. 4 февраля 1924 года А. К. Ван-дер Беллен подал доклад Президиуму ВСНХ «Об организации медно-цинко-свинцового дела». Как следствие — ВСНХ принял Постановление от 4 февраля 1924 года: «Принципиально признать необходимой организацию медно-цинко-свинцового государственного предприятия в составе Кыштыма, Калаты, Таналыка, Риддерска и Экибастуза».
В 1926—1927 годах обследовал ряд медных и полиметаллических месторождений Южного Казахстана и Средней Азии, выступал с критикой и ревизией установок Геологического комитета и некоторых работников плановых органов, утверждавших непромышленный характер этих месторождений, выдвинул предложение о создании предприятий цветной металлургии в этих районах. Он представил в ВСНХ записку о большом значении медных вкрапленных порфировых руд Казахстана (1927), разработал по заданию правительства Казахской ССР проект «Первого пятилетнего плана развития цветной металлургии и связанных с ней отраслей хозяйства в Казахстане» (1928 г.). На основании этих данных в полупустынном Прибалхашье был построен и введен в 1938 году в действие крупнейший на тот период горно-металлургический комбинат, сыгравший впоследствии немалую роль в обеспечении страны металлом в годы Великой Отечественной войны.
Наряду с руководящей инженерной и экономической работой в промышленности А. К. Ван-дер Беллен с 1923 года работал в высшей школе — сначала доцентом в Московской горной академии, а после выделения факультета цветных металлов в самостоятельный Московский институт цветных металлов и золота в 1930 году — профессором в этом институте. В 1934 году был избран деканом инженерно-экономического факультета и заведующим кафедрой организации производства. Среди учеников А. К. Ван-дер Беллена был будущий министр цветной металлургии СССР П. Ф. Ломако, окончивший Московский институт цветных металлов и золота в 1932 году.

## Семья
Принадлежал к известному русскому дворянскому роду голландского происхождения Ван дер Белленов, владевшем сетью аптечных и медицинских учреждений в Псковской губернии, Эстляндии, Германии и рядом золотых приисков на Урале. Племянник Александра Александровича Ван дер Беллена, кузен Александра Александровича Ван дер Беллена, двоюродный дядя президента Австрии Александра Ван дер Беллена. Единственный из Ван дер Белленов, не эмигрировавший после революции, а оставшийся жить и работать в Советской России.
Отец: Константин Александрович Ван дер Беллен (1857—1934), статский советник, отставной подпоручик, владел имением Александровское в Псковской губернии. В имении занимался образцовым сельским хозяйством: выращивал зерновые культуры, разводил племенных коров голландских пород, имел тесную связь с руководством и учёными Московской Петровской сельскохозяйственной академии. Студенты академии проходили практику в его имении, среди них — будущие академики сельскохозяйственных наук Василий Вильямс, Дмитрий Прянишников, Александр Лорх.
Мать: Стефания Николаевна Ван дер Беллен (урожденная Еремеева), была лютеранкой. Родилась в Пскове, в семье чиновника, окончила Высшие женские курсы в Санкт-Петербурге.
Сестра: Елизавета.
Брат: Владимир, учился на механическом факультете Политехнического института с 1909 по 1913 год, затем с 1913 по 1916 год — в Лесном институте и позднее в 1916 году в Николаевском инженерном военном училище. В 1918 году пытался восстановиться в Лесном институте, потерпел неудачу, в 1924 году вместе с отцом, матерью и сестрой эмигрировал в Голландию.
Жена: Елена Эдуардовна Тидебель, пианистка, родилась во Владимире в 1886 году, принадлежала к знаменитому роду Тидебелей. Её отец, Эдуард Максимилианович Тидебель (1851—1892), инженер, после развода с женой Евдокией Дмитриевной Жилиной, передал шестилетнюю дочь на воспитание родным незамужним сёстрам. Девочку воспитали Елена Максимилиановна (Елена Аделаида) (1847—1928), первая в России женщина — музыкальный критик и Адель Максимилиановна (1850—1934), переводчица с немецкого и французского языков.
Дочери: Татьяна (1915 г.р.), Елена.